# Leticia Corral
Leticia Corral (nacida el 16 de marzo de 1959) es una matemática, astrofísica y científica de materiales mexicana.

## Educación
Corral nació en Ciudad Cuauhtémoc en el norteño estado de Chihuahua. 
Obtuvo una licenciatura en ingeniería química industrial del Instituto Tecnológico de Chihuahua, una maestría en matemáticas del CINVESTAV y un Ph.D. en ciencia de materiales del Centro de Investigación de Materiales Avanzados (CIMAV) en Chihuahua. También realizó un trabajo posdoctoral en el CIMAV campus Monterrey.

## Trayectoria
Corral es profesora investigadora del Instituto Tecnológico Nacional de México y del Instituto Tecnológico de Ciudad Cuauhtémoc. Su investigación actual se centra en la astrofísica, en particular las matemáticas de la relatividad general, los agujeros negros y los agujeros de gusano, los orígenes del universo y las teorías cosmológicas de Sir Roger Penrose.
Presentó un trabajo titulado Matemáticas Aplicadas a los Materiales en la Escuela de Ingeniería Mecánica y de Fabricación de Dublín en 2003, y Modelado de la transferencia de calor en los rodillos de trabajo de un laminador continuo de bandas en caliente, Parte I" en 2005 en la City, University of Londres. Este último fue publicado como un capítulo del libro Modelado matemático: educación, ingeniería y economía. En Estambul en 2012, presentó una investigación realizada con tres generaciones de estudiantes de mecatrónica en el Instituto Tecnológico de Ciudad Cuauhtémoc, titulada "Diseño de un robot mecatrónico para dar terapia y remover tumores". Recibió el Premio Chihuahua 2013 en Ciencias Tecnológicas por este trabajo.
En 2009, el Comité Científico de la 5ª Conferencia Internacional sobre Difusión en Sólidos y Líquidos le otorgó el Premio Joseph Fourier por su investigación sobre la transferencia de calor en los agujeros negros. Desde entonces, ha publicado varios artículos sobre la hipótesis de la censura cósmica de Penrose; sobre transferencia de energía y flujo de fluidos alrededor de objetos astrofísicos masivos; y en el modelado de la estructura de agujeros de gusano, partículas virtuales del Big Bang y transferencia de masa en el bosón de Higgs.
Su investigación sobre el bosón de Higgs, que presentó en Vilamoura, Portugal, en 2011, predijo con gran precisión la masa del bosón de Higgs. Su predicción fue idéntica al valor informado más tarde el 4 de julio de 2012 por los experimentos ATLAS y CMS en el Gran Colisionador de Hadrones.

## Reconocimientos
Corral recibió varios premios por sus contribuciones a la ciencia, entre los que destaca el Premio Joseph Fourier en 2009, por sus contribuciones científicas en la comprensión de la difusión sólida y líquida.

## Propiedad industrial
En 2020, Leticia Corral fue una de las acreedoras al título de registro de un diseño industrial otorgado por el Instituto Mexicano de la Propiedad Industrial (IMPI), con número de expediente **MX/2020/84324**. El diseño fue desarrollado en colaboración con estudiantes del **Tecnológico Nacional de México, campus Cuauhtémoc**, entre ellos:
- Hortencia Mendoza Olivas
- Andrea Aragonez Aguirre
- Francisco Alexis Cordero Zúñiga
- Jorge Uriel Acosta Arévalo
- Irvin Eduardo Parra Domínguez
- Andrea Jaquelyn Lam Bencomo
- Álvaro Adrián Pavón González
- José Ramón Acosta Cerda
- Paúl Eduardo Hernández Ríos
- Sergio Ruelas Ledezma

Este registro forma parte de un proyecto de innovación tecnológica aplicada al área médica, orientado al diseño funcional de dispositivos relacionados con tratamientos oncológicos.
- Datos: Q26251363
- Multimedia: Leticia Corral / Q26251363

1. ↑  «Diseño industrial registrado – MX/2020/84324». Instituto Mexicano de la Propiedad Industrial. Consultado el 8 de junio de 2025.